# Phthiracarus clavifer
Phthiracarus clavifer är en kvalsterart som beskrevs av Sandór Mahunka 1988. Phthiracarus clavifer ingår i släktet Phthiracarus och familjen Phthiracaridae. Inga underarter finns listade i Catalogue of Life.